# Аракел Даврижеци
Араке́л Даврижеци́ или Тавризский, (арм. Առաքել Դավրիժեցի; 1590-е — 1670) — армянский историк XVII века. Нередко считается крупнейшим армянским историком своего времени. Авторитетная «Encyclopædia Iranica» считает его одним из трех выдающихся армянских историков XVII века вместе с Закарией Канакерци и Григором Камахеци.

## Биография
Родился предположительно в 1590 годах в городе Тебриз. Аракел Даврижеци был духовным и верующим человеком. В 1636 году он был настоятелем монастыря Ованаванк. В 1637 году оттуда уехал в Эчмиадзин. Большую часть жизни он провел в Эчмиадзинском монастыре, к монашеской братии которого и принадлежал. Здесь он был, как пишет сам историк, «вскормлен и обучен», здесь начал трудиться, сюда приехал на старости лет, надеясь «обрести покой». Учился Аракел у католикоса Филиппоса Ахбакеци (1633—1655), позже принял сан вардапета. В качестве посланника католикоса Филиппоса Ахбакеци по различным миссиям был отправлен в Исфахан, Урфу, Алеппо, Иерусалим и Афины. Умер в 1670 году и был похоронен, как того желал, на кладбище братии Эчмиадзинского монастыря.

## «Книга историй»

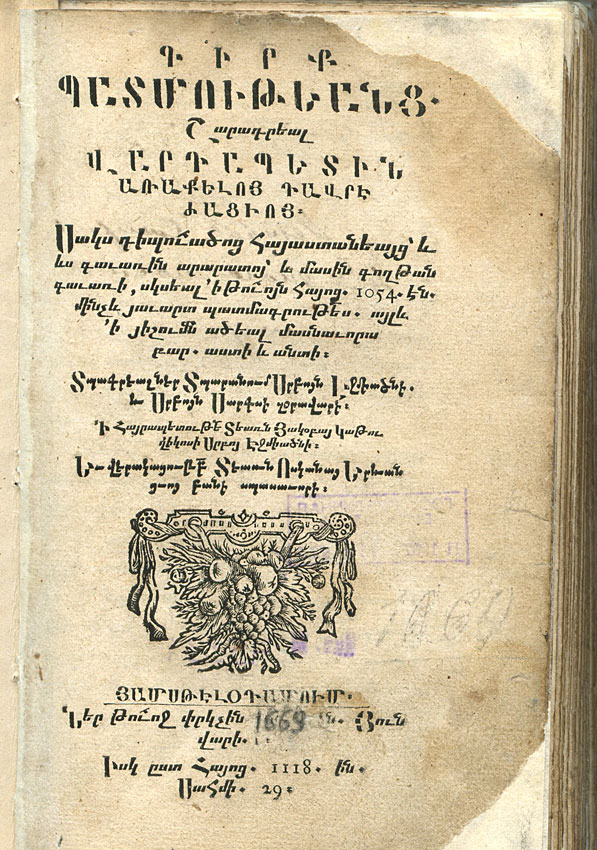
Обложка первого и прижизненного издания «Книги истории» Аракела Даврижеци, 1669 год, Амстердам

Аракел Даврижеци, которого уже при жизни называли «историком Аракелом», слыл весьма сведущим и любознательным человеком. Его «Книга историй» является значимым и надежным источником для изучения истории Персидской и Османской империи, Армении, Азербайджана и Грузии периода 1602—1662 годов. Написана по просьбе католикоса Филиппоса, завершена в 1662 году. Над своим огромным трудом из 58 глав Даврижеци работал более одиннадцати лет. Ценность «Книги истории» и в том, что автор — очевидец многих событий, описанных в книге. Даврижеци тщательно использовал огромное количество литературных источников, среди которых труды современных ему армянских летописцев, колофоны рукописей, архивы Эчмидзина и т. д.. Он был первым армянским историком, которому выпало счастье видеть труд свой напечатанным, когда в 1669 году «Книга историй» была издана в Амстердаме.
«Книга Историй» Аракела Даврижеци охватывает в основном события конца XVI—первой половины XVII веков. В этом труде описаны персидско-турецкие разорительные войны, дан обстоятельный рассказ о насильственном переселении Шах Аббасом населения Восточной Армении вглубь Персии в 1604 году и об основании армянами города Нор-Джуги. В контексте персидско-османских войн описывается политическое и социально-экономическое положение армян в Эриванском ханстве и Нахичевани под Сефевидским владычеством, влияние этих событий на коренное население Армении и соседних стран. Даются богатые сведения о строительствe церквей и монастырей в Армении, жизни армянской общины Стамбула, последствиях принятия католицизма польскими армянами. Труд содержит также сведения о движении джалалиев, тяжкой налоговой политике персидских и османских правителей, перемещении населения, голоде и иных стихийных бедствиях. В книге отдельные главы посвящены генеалогии и краткой истории османских султанов и персидских царей, насильственной исламизации евреев в Иране, землетрясениям Тебриза и Вана, пожара в Стамбуле.